# Estación El Rastreador
El Rastreador es una estación ferroviaria ubicada en la localidad del mismo nombre, Departamento Juárez Celman, Provincia de Córdoba, República Argentina.

## Servicios
Actualmente, no presta ningún servicio de pasajeros, solo de cargas. En julio de 2021, la estación fue reactivada para trenes de carga.

## Historia
En el año 1929 fue inaugurada la Estación, por parte del Ferrocarril Buenos Aires al Pacífico, en el ramal Laboulaye-Sampacho Norte.